# Magic Cat Academy
Magic Cat Academy (tạm dịch: Học viện mèo ma thuật) là một trò chơi dạng trình duyệt được tạo bởi Google Doodle và được phát hành vào ngày 31/10/2016. Trò chơi này được sử dụng để thay thế logo Google trên trang tìm kiếm Google, được tạo ra để mừng ngày Halloween.

## Câu chuyện và cách chơi
Người chơi điều khiển Momo, một cô mèo pháp sư. Cô tới trường và vô tình hồi sinh con ma rồi bị nó cuốn sách thần chú của cô. Momo phải tiêu diệt những con ma nhỏ và các con trùm qua 5 cấp gồm khu vực nói chuyện ở thư viện trường, căn-tin, lớp học, phòng thể dục và trên mái nhà. Để tiêu diệt những con ma, người chơi phải vẽ hình theo những hình có trên những con ma. Những hình vẽ đó là : -, |, v, ^, hình sấm sét và hình lốc xoáy. Vẽ sấm sét sẽ tiêu diệt một loạt những con ma trên màn hình. Một số lúc, nếu có con ma có hình trái tim (ở góc trái màn hình), người chơi sẽ được vẽ hình trái tim để hồi phục năng lượng
Phần 2, kế tiếp phần một. Sau khi tiêu diệt được con ma chúa tể. Momo đang ăn mừng cùng các bạn của cô ấy thì phát hiện ra rằng bóng ma đã chiếm đoạt vùng biển. Vậy là Momo phải đi xuống dưới đáy biển để đi tiêu diệt nhũng con ma. Cách chơi vẫn như cũ nhưng các màn chơi lại liên quan tới biển gồm 5 cấp độ mới là vùng nắng chiếu, vùng chạng vạng, vùng đêm đen, vực thăm và rãnh nước sâu. Lần này chúng ta sẽ có một bảo bối mới đôi khi xuất hiện là con sứa bảo vệ. Nếu muốn lấy được nó thi khi nó xuất hiện thì bạn hãy vẽ chữ "o" để có nó. Nó giống như một  lớp khiên bảo vệ để bạn không bị gì khi bị ma tấn công. Ngoài ra sau mỗi màn chơi, thì sẽ có một chút kiến thức liên quan đến hiện tượng, sinh vật liên quan đến màn chơi đó.

## Phát triển
Những người tạo nên trò chơi này chia thành 4 nhóm: Kỹ thuật viên, Nhạc và âm thanh, tạo sản phẩm, nhóm vẽ hình . Ý tưởng ban đầu là Momo đang làm món súp có khả năng hồi sinh lại những linh hồn đã chết. Sự phát triển của trò chơi này có nhiều ý tưởng và khái niệm bị từ chối, bao gồm những câu phép thuật (ví dụ như câu thần chú để gọi "mũ mèo"), và cả ý tưởng tiêu diệt những con ma để lấy kẹo ma hay sơ đồ Venn của con ma.
Nhân vật Momo được vẽ dựa vào chú mèo thật của nhân viên Google Doodles: Juliana Chen.